# Липовецька сільська рада (Перемишлянський район)
| Липовецька сільська рада — колишній орган місцевого самоврядування у Перемишлянському районі Львівської області з адміністративним центром у с. Липівці. Історична дата утворення: в 1939 році. Водоймища на території, підпорядкованій даній раді: річки Гнила Липа, Лунка. Сільській раді підпорядковані населені пункти: - с. Липівці - с. Лоні |

## Склад ради
Рада складалася з 20 депутатів та голови.

### Керівний склад ради
| ПІБ                   | Основні відомості                                                 | Дата обрання | Дата звільнення |
| --------------------- | ----------------------------------------------------------------- | ------------ | --------------- |
| Лисишин Ігор Петрович | Сільський голова, 1949 року народження, освіта, безпартійний      | 26.03.2006   | 31.10.2010      |
| Дідух Василь Іванович | Сільський голова, 1961 року народження, освіта вища, безпартійний | 31.10.2010   |                 |

Примітка: таблиця складена за даними джерела